# Rotkörvel
Rotkörvel (Chaerophyllum bulbosum) är en tvårig växt som tillhör släktet rotkörvlar och familjen flockblommiga växter. Den blir 1 till 2 meter hög och blommar mellan juli och augusti. Stjälken är tät, trind, ofta borsthårig och violettfläckig. Bladflikar endast 0,5 till 1 mm breda, enkilt svepe av 3 till 5 olikstora flikar med utdragna spetsar. Frukten är 4 till 6 mm och har utböjda stift.
Rotkörvel är sällsynt i Norden, men trivs bäst på öppen mineraljord och kan påträffas i gamla trädgårdar, runt kvarnar och vägkanter. Ursprungligen från Mellan- och Sydosteuropa